# Beskydský potok (dopływ Lipiańskiego potoku)
Beskydský potok – potok, prawy dopływ Lipiańskiego Potoku (Lipianský potok) na Słowacji. Jest ciekiem 7 rzędu o długości 3,5 km. Wypływa  na wysokości około 570 m na południowo-wschodnich stokach grzbietu łączącego Góry Czerchowskie (szczyt Lysá hora (814 m) z pasmem wzniesień Hromovec (a dokładniej ze szczytem Hrádok 637 m). Spływa w kierunku południowo-wschodnim przez trawiaste tereny wsi Kamenica, wpływa na jej obszar zabudowany i na wysokości 458 m uchodzi do Lipiańskiego Potoku.
Beskydský potok płynie przez teren, który pod względem geologicznym zaliczany jest do Pienińskiego Pasa Skałowego (Pieninské bradlové pásmo). W podziale fizycznogeograficznym Słowacji zlewnia potoku należy do dwóch regionów: Góry Czerchowskie i Šariš (podregion: Ľubotínska pahorkatina). Mniej więcej wzdłuż koryta potoku poprowadzono granicę między tymi regionami.